# Psychrophrynella usurpator
Espèce
Statut de conservation UICN

 NT  : Quasi menacé

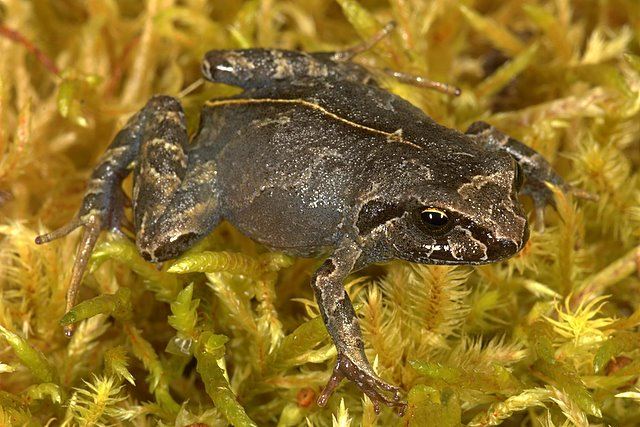
Psychrophrynella usurpator

Psychrophrynella usurpator est une espèce d'amphibiens de la famille des Craugastoridae.

## Répartition
Cette espèce est endémique de la province de Paucartambo dans la région de Cuzco au Pérou. Elle se rencontre entre 2 800 et 3 500 m d'altitude dans l'Abra Accanacu dans la cordillère de Paucartambo.

## Publication originale
- De la Riva, Chaparro, & Padial, 2008 : A new, long-standing misidentified species of Psychrophrynella Hedges, Duellman & Heinicke from Departamento Cusco, Peru (Anura: Strabomantidae). Zootaxa, no 1823, p. 42-50.